# Dany-Robert Dufour

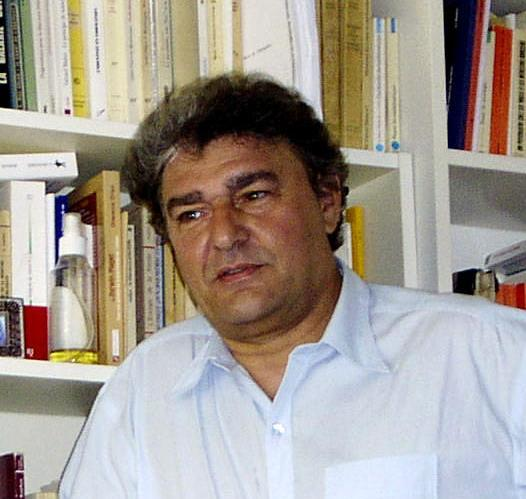
Dany-Robert Dufour

Dany-Robert Dufour, född 1947, är en  fransk filosof, professor i utbildningsvetenskaper vid universitetet Paris-VIII. Han undervisar regelbundet utomlands, företrädesvis i Latinamerika.
Hans verksamhet ägnas främst symboliska processer (och särskilt begreppet désymbolisation) med beröring på språkfilosofi, politisk filosofi och psykoanalys. Han deltar därför regelbundet i samarbeten inom konstnärliga aktiviteter som musik, litteratur och teater. 

## Tankar

### Människan – en ofullgången art
I flera av hans böcker ägnas ett stort utrymme åt begreppet neoteni, och som åsyftar  människans ofullkomna tillstånd vid födelsen (fontaneller, avsaknad av behåring, muskelsvaghet). Det är denna brist som gör människan  ofullgången att möta en hård tillvaro på naturens villkor och tvingat människan att, i motsats till djuren, uppfinna kulturen.
Detta neotena tillstånd kan innebära människans svaghet såväl som storhet:
... vi är inte fixa och färdiga till att inta en bestämd plats i arternas hierarki, eftersom vi föds ofullkomna. Till skillnad från djuren har vi ingen instinkt som leder oss att inta en speciell plats. ... Vi är inte inlemmade i ett naturtillstånd, vi deltar i en annan värld, som är språkets och kulturens, i vilken betydelserna är mycket rörliga, underställda fluktuationer och manipulationer. Detta är vår fundamentala bräcklighet. Men denna bräcklighet är också människans skönhet, som tar henne ur djurriket och låter henne söka sin egen väg. Det är i grunden där som renässansen börjat, med Pico della Mirandolas Tal om människans värdighet: ni är inte bestämda att uppehålla er just här i stället för någon annanstans, det är sålunda upp till er att färdigställa er själva. Det är en mycket skön uppgift, för det är den del av frihet som Gud (om han finns) lämnat åt oss. Till en del är ni formaterade, men till en annan är det upp till er att skapa er själva, till det bättre eller det sämre.

### Konstruktionen av ett "Stort subjekt"
Kulturen skapas genom intersubjektivitet,  där ett jag samtalar med ett du om den/det. I detta samtal mellan två närvarande blir den/det en symbolisering av något frånvarande. 
Ledardjuret hos andra djur som vuxit ur sitt neotena tillstånd måste hos den ofullgångna människan ersättas med en symbolisering. Denne abstrakte ”ledare” benämner Dufour det Stora subjektet och har syftat på olika symboliska krafter genom tiderna: andar, gudamaskinerier, den monoteistiske allsmäktige Gud, proletariatet, rasen och, på senare tid, den neoliberala marknaden 

### Dekonstruktion av den (ny)liberala civilisationen

#### Postmodernistisk (sinnes)förändring
I boken L'art de réduire les têtes : sur la nouvelle servitude de l'homme libéré à l'ère du capitalisme total (Konsten att krympa skallar: om den befriade människans nya träldom under den totala kapitalismen) funderar Dufour över den postmodernistiska förändring  som Lyotard kallar ”slutet på de stora berättelserna”. 
Detta nya synsätt passar liberalismen som hand i handske i och med att det kan jämka sig mycket bättre än det gamla synsättet till varucirkulationens ständigt växlande flöde. Detta föranleder honom att fråga sig om inte de postmoderna filosoferna som Gilles Deleuze och Michel Foucault, som på 60-talet framstod som mycket revolutionära i sin kritik av institutionerna, följde med i den syn som kapitalismen genomgick med avregleringar av institutionell kontroll och som medförde vissa former av symbolupplösning (désymbolisation) där Deleuze' ”schizofreni” och Foucaults ”vansinne” skulle kunna generaliseras i begreppet borderline.

#### En ny religion: den gudomliga Marknaden
I  Le Divin Marché, la révolution culturelle libérale (Den gudomliga Marknaden, den liberala kulturella revolutionen), försöker Dufour påvisa att vi kommit under en ny segrande religions grepp: den gudomliga Marknaden. Denna fungerar enligt en enkel men fruktansvärt effektiv princip som Bernard de Mandeville beskrev i sin fabel om bikupan 1704: ”de egna lasterna skapar de allmänna dygderna” (dvs en enda persons lyxkonsumtion kan skapa många personers uppehälle). Detta under sker genom ingripande av en ”gudomlig försyn”, det som Adam Smith kom att kalla ”den osynliga handen”. 
Vad beträffar utbildning och individens bildning vill Dufour också påvisa att det liberala projektet tenderar att gå emot antikens begrepp ”skola” (av grekiska σχολή, scholē, på latin otium = fri tid, dvs den tid som inte går åt för arbete och bjudande plikter). Detta begrepp medgav varje individ att före inträdet i förvärvslivet (latin ”neg-otium” = ”icke-fri tid”) ägna sig åt att skapa ett bemästrande av sig själv så att man inte påverkas av vare sig egna eller andras okontrollerade känslor. 
Vi får alltså skilja mellan två motsatta bildningsbegrepp: det klassiska med självbehärskning och det liberala, där det gäller att ge känslor och drifter fritt spelrum. Ju mer detta senare bildningsprojekt triumferar, desto mer får vi enligt Dufour uppleva hur en drifternas desymboliserade värld tränger fram. Denna värld framkallar emellertid ett nytt problem. När inte längre kontrollen av känslor och drifter sker på symbolisk nivå, måste den mer och mer tillämpas på rent kroppslig nivå: invärtes med piller och utvärtes genom övervakningsteknik – vilket inte sker utan följder för demokratins funktion i de liberala samhällena. 
På ett allmännare plan beskriver och analyserar denna bok – ett år före den stora finanskrisen 2008! - de potentiellt destruktiva effekterna av den liberala principen (och då i synnerhet den totalavreglerande nyliberalismen), inte bara på marknadsekonomin, utan också och i synnerhet på andra mänskliga yttringar som politik, symbolik, semiotik, psykologi – icke förglömmandes det som innefattar allt: skötseln av sitt levande.

#### Liberalism och "sadism"
I boken La Cité perverse – libéralisme et pornographie, 2009, (Det perverterade samhället - liberalism och pornografi) försöker Dufour visa att den ekonomiska och finansiella kris, som startade i oktober 2008, har medfört åtminstone en fördel: den har blottlagt de perversa mekanismer som idag styr samhällskroppens funktion. 
Vi lever i en värld som gjort egoismen (Adam Smiths self love) till sin främsta princip och som avspeglas i uttryck som självförverkligande. Denna princip kommenderar hädanefter allt handlingssätt, vare sig det sker i högborgerlighet, ungdomsbrottsligor eller medelklass. Destruktiv för begreppen ”vara tillsammans” eller ”vara sig själv”, bjuder den oss att leva i en pervers samhällskropp: pornografi, själviskhet, ifrågasättande av varje lag, accepterande av socialdarwinism. Den gör den andre till ett redskap och medför att vår värld har blivit ”de Sade-isk”. Den prålar hädanefter med alliansen mellan Adam Smith och markisen de Sade.
Mot den gamla moraliska ordningen, som bjöd envar att bemästra sina drifter och begär, försöker Dufour att visa att en ny ordning ersatt denna, där det gäller att tvärtom visa fram dessa, vilka följderna än blir. Han analyserar världen i vilken vi lever idag som resultatet av den omvälvning av den västerländska metafysiken som skedde under seklet mellan Pascals puritanska filosofi och de Sades pornofixerade filosofi (philosophie puritaine – philosophie ”putaine”).
de Sade hade påvisat hur en värld underkastad den absoluta egoismens princip skulle te sig så väl, att man måst hålla honom fängslad i 27 år och hans böcker i bibliotekens giftskåp under två sekel. Dufour undersöker i detalj de Sades återkomst, först maskerad, sedan öppen, under 1900-talet och den värld som blir resultatet av detta. Han försöker också ange några utvägar ur denna (a)moraliska fälla.
Dessa tre böcker, även om de kan läsas var för sig, utgör en trilogi med kritik av den liberala antropologin.

### Rekonstruktion av den humanistiska civilisationen

#### Renässansen 2.0
2011 publicerade Dufour  L'individu qui vient … après le libéralisme (Den individ som träder fram ... efter liberalismen). Det är en ny etapp i hans verksamhet. Han anser sig ha tillräckligt dekonstruerat den liberala antropologin i sina tidigare arbeten och övergår nu till en konstruktiv verksamhet i forskandet efter nya möjliga axiom för en verklig civilisationspolitik. 
Han utgår först från konstaterandet att den västerländska civilisationen, efter att under ett sekel ha genomgått två kraftiga omskakningar, nazismen och stalinismen, nu rycks med i dagens nyliberalism. Detta medför en allmän kris av en tidigare inte skådad omfattning som till sin natur är politisk, ekonomisk, ekologisk, moralisk, subjektiv, estetisk, intellektuell … 
Dufour ser emellertid inte något fatalt i denna tredje historiska återvändsgränd under ett sekel. Som filosof undrar han över möjligheter att motstå denna den senaste totalitarism, som steg för steg förändrar och förstör olika mänskliga kulturella yttringar.
Dufour ser inga andra lösningar än att återuppta saker och ting där de blev avbrutna av denna nya materialistiska religion, som han i ett tidigare verk kallat ”le divin Marché” (den gudomliga Marknaden). Denna verkar, som varje religion, på ett löfte: frälsning genom ständig tillväxt  av rikedomar - en flykt huvudstupa fram som för Dufour leder till världens ödeläggelse. För att undgå detta öde föreslår Dufour att man återvänder till civilisationens hjärta för att finna de nödvändiga principerna för återskapande. Vår civilisation äger för honom de resurser som är nödvändiga för dess renässans. 
Av detta skäl föreslår han att på nytt kartlägga grunderna för den västerländska berättelse, som grundstött inför ”le divin Marché”. För detta föreslår han att gå tillbaka till Giovanni Pico della Mirandola och dennes Tal om människans värdighet som kan kallas "Renässansens manifest".
Vad det går ut på är alltså perspektivet av en ny Renässans, en ny dynamik som den under Quattrocento, då man förstod att återfinna grekernas grunder för civilisationen och stötta sig på dessa för att komma förbi obskyra dogmers grepp om tänkandet. Dufour föreslår alltså att återuppta den civilisatoriska processen där den avbröts för att uppnå den individ som till slut vågar tänka och handla av sig själv allt medan samma rätt ges åt den andre. En individ botad från den egoism som för närvarande upphöjs till allmän lag (Adam Smiths self love) och preparerad mot all flockmentalitet, vare sig den tar sig uttryck i fanatiska massrörelser eller i det nuvarande tyranniet utan tyrann av masskonsumtion.

#### Dagens galna värld
I Le délire occidental (Det västerländska vansinnet), 2014, utgår Dufour från vad Descartes hävdade i sin ”Discours de la méthode ...”: att människorna gör sig till härskare och ägare av naturen. En vändning i människans vandring som medfört den stegvisa utveckling av maskin- och produktivitetstänkande, som fört till nutidens teknologiska uppblåsning och som befästs som högsta värde. 
Om detta västerländska vansinne orsakar problem idag, är det för att det blivit världsvitt (den neoliberala globaliseringen som i övermått exploaterar allt, inbegripet människor och miljö) och att det, som allt vansinne, är vigt att krossas mot verkligheten. Å ena sidan därför att den allsmäktighet och omåttliga anspråksfullhet det innebär bara kan stöta på hinder: vår jord reagerar redan kraftfullt på den pågående vandaliseringen. Å andra sidan för att detta vansinne påtagligt förändrar de tre grundläggande sfärer i människans liv som utgörs av arbete, fritid och kärleksliv genom att tömma dessa på allt innehåll. 
- Arbetet är inte längre skapande, utan alienerande och själsdödande genom en alltmer skruvad uppdelning av arbetet (taylorism, fordism, toyotism/lean management).
- Fritiden, som tidigare innebar arbete på sig själv (otium), uppfylls numera av konsumerande.
- Vad beträffar kärleken omformas den genomgripande på två sätt: dels genom att omvandla den sinnliga erotiken till ren pornografi, dels genom att helt och fullt utlova förverkligandet av alla slags fantasifoster.

Detta utforskas omsorgsfullt i boken. Men allt är inte förlorat: det är ett nytt förnuft befriat från detta vansinne som frammanas och vars möjliga konturer skisseras.

##### Tre galenskaper...
I boken La situation désespérée du présent me remplit d'espoir (Nutidens desperata situation fyller mig med hopp) från 2016 försöker Dany-Robert Dufour visa att det västerländska vansinnet, grundat på ”viljan att alltid ha mer” (det som grekerna kallade pleonexi, habegär, girighet) inte förmått annat än åstadkomma sin motsats, en strävan efter renhet. Något som  förvandlats till en ny galenskap av ”fundamentalistiskt” snitt, som jihadismen till exempel, där strävan efter en renhet som garanterad genom ett återvändande till det ursprungliga förbundet med Gud, kan omvandlas till absolut vedervärdighet genom spektakulärt galna massakrer på ”vantroende”. Men dessutom kan denna andra galenskap i sin tur ge upphov till en tredje galenskap: identitetsgalenskapen som kan ge upphov till inbördeskrig i sökandet efter ”främmande element” att utrota. 
Det är därför den aktuella filosofiska frågan, enligt Dany-Robert Dufour, kan formuleras som: hur tar man sig ur dessa återvändsgränder?

## Publikationer i urval

### Essäer
- L'Art de réduire les têtes : sur la nouvelle servitude de l'homme libéré à l'ère du capitalisme total, Denoël, 2003
- Le Divin marché, Denoël, 2007. ISBN 978-2207259146
- La Cité perverse, Denoël, 2009. ISBN 978-2207261200
- L'individu qui vient… après le libéralisme, Denoël, 2011. ISBN 978-2-207-11005-8
- Le délire occidental : et ses effets actuels dans la vie quotidienne : Travail, loisir, amour, Les liens qui libèrent, 2014, 312 p. (ISBN 979-1020901477)
- Pléonexie:"Vouloir posséder toujours plus", Le Bord de l'eau, 2015[5]
- La situation désespérée du présent me remplit d'espoir: Face à trois délires politiques mortifères, l'hypothèse convivialiste, Broché, 2016

På engelska
- The Art Of Shrinking Heads: The New Servitude Of The Liberated In The Era Of Total Capitalism. (ISBN 074563690X, ISBN 9780745636900)

### Roman
- Les Instants décomposés, Julliard, 1993.

### Online-artiklar
- « Les désarrois de l’individu-sujet », 2001.,
- « Malaise dans l’éducation - La fabrique de l’enfant « post-moderne » », 2003.
- « De la réduction des têtes au changement des corps », 2005..
- « Vivre en troupeau en se pensant libres », 2008.
- « Portrait du grand Sujet » i Raisons politiques (Presses de Sc. Po.)

## Kritiska artiklar om D-R. Dufours arbeten
- Article de Philippe Petit[död länk], Marianne, 29 septembre 2007
- Articles de René Barbier sur les travaux de Dany-Robert Dufour : « le Divin Marché » dans le Journal des chercheurs animé par René Barbier et  « Dany-Robert Dufour, la philosophie occidentale et le sens de l’éducation »
- Article de Philippe Coutant

## Youtubeklipp
- D-R Dufour talar om ”den gudomliga Marknaden” - le   divin Marché: http://www.youtube.com/watch?v=DZ0whG8BC-0

## Föreläsning
- Ett viktigt historiskt datum 1929: Conférence aux Rencontres philosophiques d'Uriage le 13 octobre 2013 "Plaisirs, désirs et aliénations - présentation d'un épisode fondateur datant de 1929".